# Can Feu (Lliçà d'Amunt)
Can Feu és una masia de Lliçà d'Amunt inclòs en l'Inventari del Patrimoni Arquitectònic de Catalunya.

## Descripció
Gran masia d'estructura basilical i orientada a migdia. El cos principal es troba encerclar per altres cossos annexos. Consta de planta baixa, pis i golfes, només a la crugia central. A la façana principal hi ha espitlleres de defensa i tres finestres d'un cert regust gòtic i un portal adovellat al centre. Una de les finestres de la façana porta la data 1643. La cara nord sembla un cos posterior afegit a la casa, es troba coberta a dos vessants. El cos central no sobresurt en aquesta zona. Aquest cos és de paredat comú, té una llinda amb la data 1731 flanquejada per dos caps petits d'angelets fets de pedra.

## Història
Can Feu apareix documentada en el fogatge de 1497. En el fogatge de 1553 s'esmenta a Joan Feu notari. Desconeixem altres dades documentals que facin referència a la casa. El més probable és que la construcció sigui del s. XVI, època de creixement econòmic, com ens ho indica la tipologia de les finestres, així com la utilització d'espitlleres de defensa pròpies dels s. XVI i XVII. També es pot constatar una ampliació posterior: s. XVIII a la cara sud.

## Situació
Es troba al poble de Lliçà d'Amunt, a tocar de Santa Eulàlia de Ronçana.